# Michael Corris
Michael Corris (né en 1948) est un artiste, historien de l'art et écrivain d'art britannique. Il est professeur et président du département Art de la Meadows School of the Arts à l'Université méthodiste du Sud de Dallas, Texas, États-Unis. Auparavant, Corris a occupé le poste de professeur des Beaux-arts au Centre de recherche sur l'art et le design de l'université de Sheffield Hallam (Sheffield, Royaume-Uni). De 2005 à 2006, il a été professeur de théorie de l'art à la Bergen Art Academy (Bergen, Norvège).

## Biographie
Michael Corris a obtenu son baccalauréat et sa maîtrise aux États-Unis, où il a étudié la pratique et l'histoire de l'art au Brooklyn College sous la direction de Harry Holtzman, Jimmy Ernst, Walter Rosenblum, Sylvia Stone, Philip Pearlstein et Carl Holty. Il étudia ensuite la peinture et la théorie de l'art à la Hoffberger School of Painting du Maryland Institute College of Art sous la direction de Grace Hartigan et du poète Emmanuel Navaretta. En 1970, il reçut une bourse pour participer au programme d'été d'art de l' école de peinture et de sculpture Skowhegan, où il eut des contacts avec Kenneth Noland, Jacob Lawrence, Brice Marden et David Diao. Pour ses recherches sur le travail d'Ad Reinhardt, Corris obtint un doctorat en histoire de l'art en 1996 de l'University College London.
Michael Corris a commencé à travailler à la fin de 1971 avec le groupe d'art conceptuel Art & Language à New York ; son travail a été publié en 1973 dans la revue du groupe, Art-Language. Avec Mel Ramsden, Ian Burn, Joseph Kosuth, Sarah Charlesworth, Corris est l’éditeur fondateur de The Fox, journal de la branche new-yorkaise de Art & Language, dirigé par des artistes qui abordent les dimensions politiques et sociales de la pratique artistique contemporaine.
Après la dissolution de Art & Language à New York à la fin de 1976, Corris divise sa pratique artistique entre la production de livres d'artiste inspirés par le design typographique, les conférences et l'écriture sur l'art contemporain et la théorie de l'art,. En tant que membre d’Art & Language et en tant qu’artiste individuel, le travail de Corris a été largement exposé à l’international et fait partie de la collection permanente du Museum of Modern Art (New York), du Whitney Museum of American Art (New York), le Victoria and Albert Museum (Londres), Le Consortium (Dijon) et le JP Getty Museum (Los Angeles).
Parmi les dernières publications de Corris, citons : Conceptual Art: Theory, Myth and Practice (Cambridge University Press, 2004), monographies sur David Diao (TimeZone8 Books, Beijing, 2005) et Ad Reinhardt (Reaktion Books, Londres, 2008), Esthétique non-relationnelle (Artwords Press, 2008, avec le Dr Charlie Gere) et Art, Word and Image: 2,000 Years of Visual/Textual Interaction (Reaktion Books, Londres, 2010, avec John Dixon Hunt et David Lomas),. Corris est parallèlement le rédacteur en chef du journal d'art de la College Art Association (2013-2016) et l'éditeur de séries pour L'Art depuis les années 80 (Art since the '80s), Reaktion Books, Londres,. Une sélection de ses écrits théoriques sur l'art est paru aux Presses du Réel (Dijon) en 2015.
En avril 2010, Corris fonda le Free Museum of Dallas, un espace de projet et d'exposition qui occupait le bureau du président de la Southern Methodist University (2010-2014).

#### Ouvrages
- (en) Charles Harrison, Essays on Art & Language, Oxford: Blackwell, 1991.
- (en) Greg Sholette et Blake Stimson, éd., Collectivism After Modernism, Minneapolis, MN: Presses de l'Université du Minnesota, 2006.
- (en) Paul Wood, Conceptual Art, Londres: Tate Publishing, 2002.
- (en) David Craven, « Abstract Expressionism as Cultural Critique: Dissent During the McCarthy Period », dans Cambridge Studies in American Visual Culture, Cambridge: Cambridge University Press, 1999.
- (en) Blake Stimson, « The Promise of Conceptual Art », dans Alexander Alberro et Blake Stimson (éds), Conceptual Art: A Critical Anthology, Cambridge, MA: MIT Press, 1999.
- (en) Tony Godfrey, Conceptual art, Londres: Phaidon Press, 1998.
- (en) John A. Walker, Cultural Offensive: America’s Impact on British Art Since 1945, Londres: Pluto Press, 1998.
- (de) Thomas Dreher, Konzeptuelle Kunst in Amerika und England Zwischen 1963 und 1976, Francfort: Lang, 1992.
- (en) Deborah Wye, Committed to Print, New York: Museum of Modern Art, 1988.
- (en) Clive Phillpot, The Art Press, Londres: Victoria and Albert Museum, 1976.

#### Articles de presse
- (en) Sanda Miller, « Review: Ad Reinhardt », The Burlington Magazine, no. 1264 (juillet 2008).
- (en) Chris Gilbert, « Review: Blurting in Art & Language Online », MUTE, no. 25 (novembre 2002-mai 2003), p. 131-132.
- (en) Alex Alberro, « The Fox: One Year Under the Mast », Artforum (été 2003), vol. 162, no. 42, p. 206.